# Bokashi (composteren)

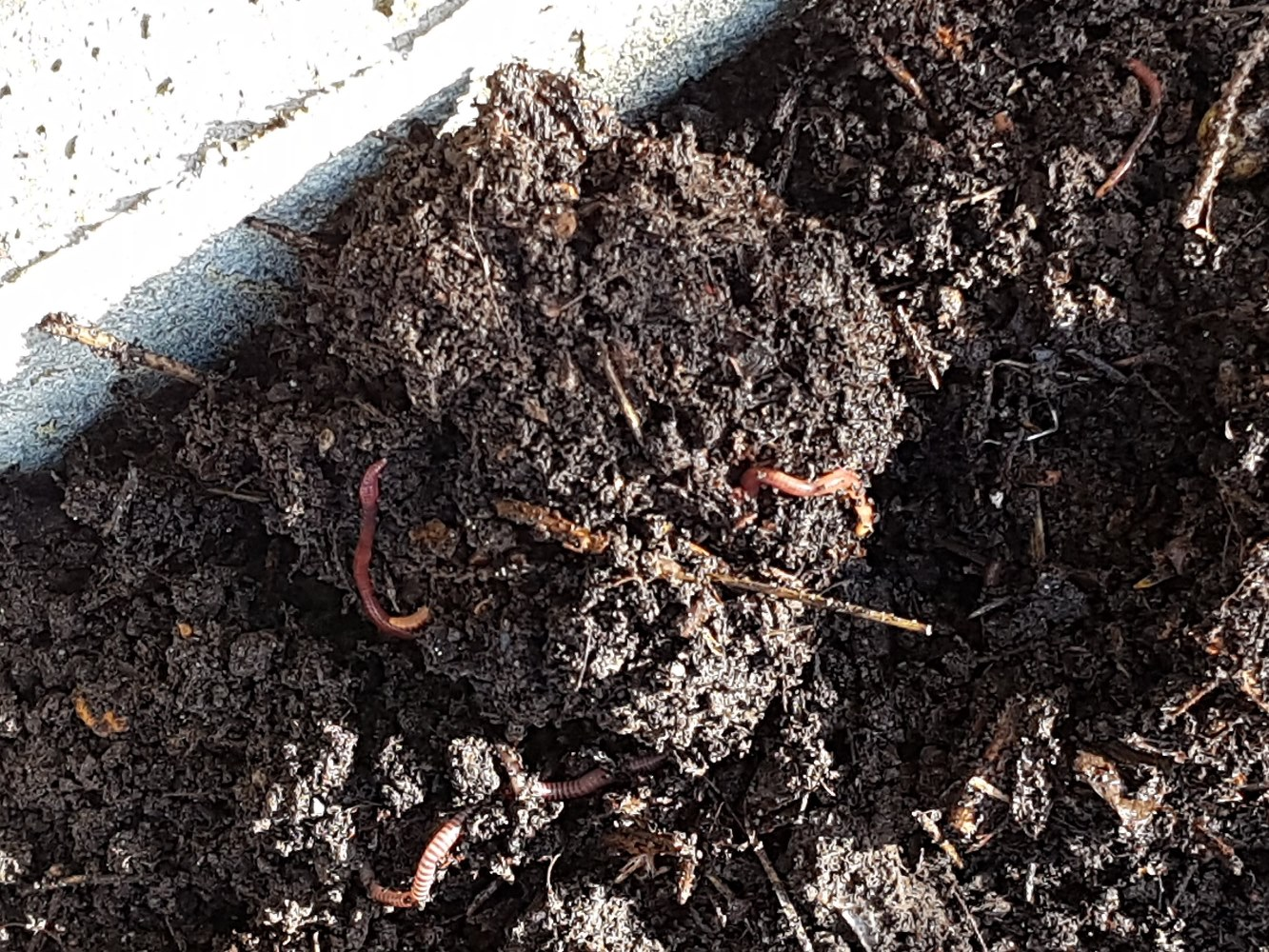
Klont aarde met natuurlijke wormen, een paar weken eerder vermengd met bokashi-gefermenteerd materiaal.

Bokashi (uit het Japans) is de naam voor het proces (of eindproduct daarvan) dat voedselafval en soortgelijke organische stof met (zuurstofloze) fermentatie omzet in een bodemverbeteraar. Andere namen waarmee dit proces wordt beschreven zijn bokashi-compostering, bokashi-fermentatie en gefermenteerde compostering.

## Proces en werkwijze
De stappen in het proces zijn:
1. Aan organische stof worden Lactobacilli (melkzuurbacteriën) toegevoegd. Deze zetten een klein deel van de koolhydraten in de grondstof om in melkzuur door fermentatie.[1]Een huishoudelijke bokashi-bak met een voorraad fermentatiestarter, namelijk zemelen geënt met Lactobacilli.

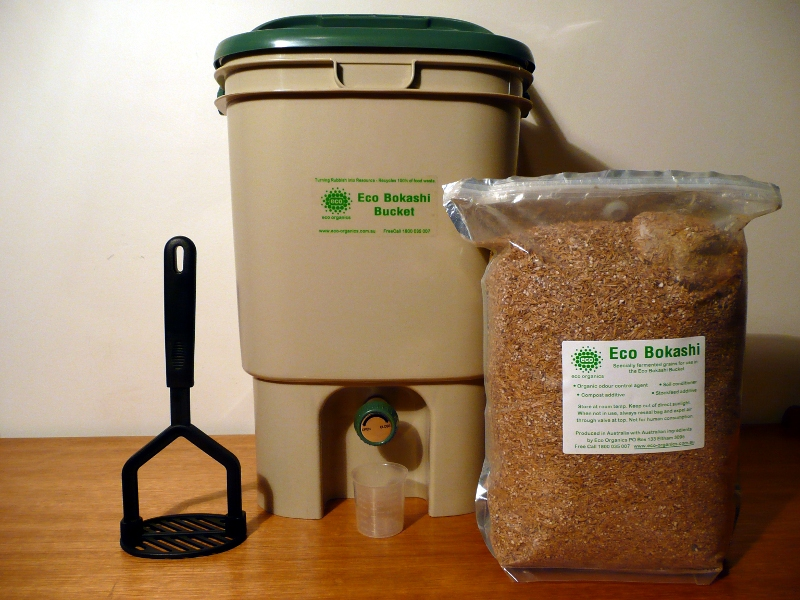
Een huishoudelijke bokashi-bak met een voorraad fermentatiestarter, namelijk zemelen geënt met Lactobacilli.

2. Gedurende enkele weken wordt het mengsel bij normale kamertemperatuur in een luchtdicht vat  gefermenteerd. Zo wordt de organische stof zowel gewijzigd als bewaard. Het proces lijkt  op het maken van bepaalde gefermenteerde levensmiddelen of bijvoorbeeld kuilvoer. Wat resulteert wordt normaal gesproken op de grond aangebracht wanneer het klaar is maar kan ook ongeopend worden bewaard voor later gebruik.
3. Wanneer het resultaat gemengd wordt met aarde  wordt het blootgesteld aan lucht waardoor het melkzuur oxideert tot pyrodruivenzuur: een fundamentele energiedrager in biologische processen.
4. Het geoxideerde mengsel wordt snel geconsumeerd door het inheemse bodemfauna en 'verdwijnt' bij normale temperatuur binnen een paar weken. Vaak zullen in het eindresultaat regenwormen voorkomen zodat de gewijzigde grond een textuur krijgt die lijkt op vermicompost .

## Kenmerken

### Acceptabele grondstoffen

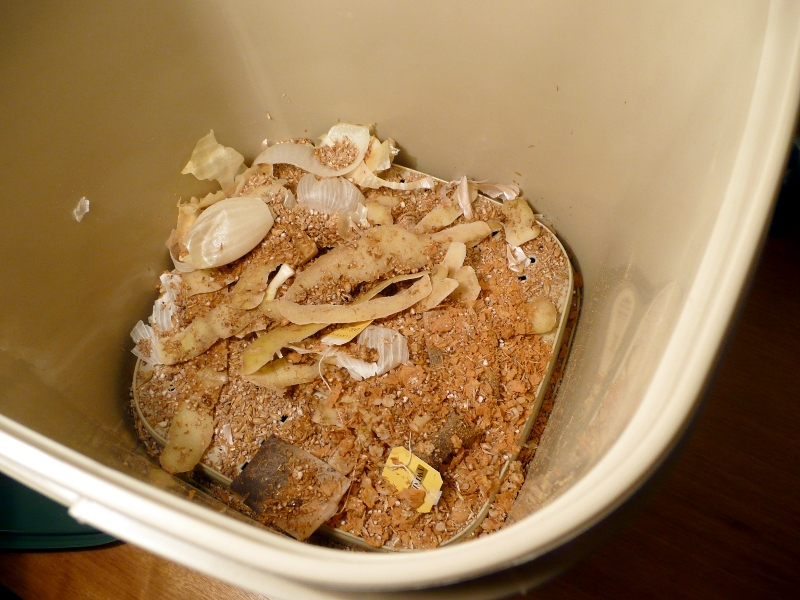
Een net in gebruik genomen bokashi-bak. Etensresten worden op een (om vocht af te voeren geperforeerde) plaat gebracht en deels bedekt met een laag zemelen.

Het proces kan worden toegepast op voedselafval van huishoudens, werkplekken en horecagelegenheden: dergelijk afval bevat normaal gesproken een groot deel koolhydraten. Het kan ook worden toegepast voor ander organisch afval door koolhydraten toe te voegen en daarmee de melkzuurproductie op gang te brengen. Bij bokashi op grote schaal in de tuinbouw kan bijvoorbeeld rijst, melasse of suiker worden toegevoegd.
Fermentatie kan aanzienlijk meer soorten voedselafval verwerken dan thuiscompostering. Ook producten zoals gekookte restjes vlees en huid, vet, kaas en citrusafval worden -in feite- voorverteerd zodat het bodemleven ze kan consumeren. In geval van grotere stukken kan fermentatie langer duren en holle oppervlakken kunnen lucht vasthouden: in dat geval wordt kleinsnijden geadviseerd in ondersteunende literatuur.
Als grondstoffen al erg verrot zijn of groene of zwarte schimmel vertonen kan deze beter niet worden toegevoegd, deze herbergen rottende organismen die de gisting kunnen verhinderen.

### Uitstoot

#### Koolstof, gassen en energie
Bij fermentatie komt geen gas vrij; de algemene vergelijking is C6H12O6 (koolhydraat) → 2 CH3CHOHCOOH (melkzuur). Het is een licht endotherme reactie die geen energie uitstraalt; het fermentatievat blijft dan ook op omgevingstemperatuur.
Dit staat in schril contrast met ontleding waarbij het grootste deel van de input juist koolstof en energie uitstoot in broeikasgassen (kooldioxide en methaan, in verhoudingen bepaald door de ontledingsmethode) en als warmte (bij aërobe ontleding )  Ontleding verliest ook de belangrijkste plantenvoedingsstof stikstof (in het krachtige broeikasgas lachgas en in ammoniak.

#### Vrijkomende vloeistof
Wanneer de fermentatie begint, beginnen fysieke structuren af te breken en komt een deel van het watergehalte van de invoer vrij in vloeibare vorm. Dit vormt na verloop van tijd meer dan 10% van de input in gewicht. De hoeveelheid varieert met de input: komkommer- en meloen bijvoorbeeld zorgen voor een significante toename van vloeistof.
De afgescheiden vloeistoffen bevatten waardevolle eiwitten, voedingsstoffen en melkzuur. Om ze te behouden en om te voorkomen dat de fermentatie verdrinkt wordt de afvoer uit het fermentatievat opgevangen, hetzij via een kraan, hetzij in een onderlaag van absorberend materiaal zoals oud karton, hetzij in een lagere extra ruimte in het vat. De afgevoerde vloeistof wordt wel "bokashi-thee" genoemd.
De toepassingen van deze "bokashi-thee" zijn niet hetzelfde als die van "compostthee". Het wordt het effectiefst gebruikt wanneer het onmiddellijk over een bepaald stuk grond wordt gebracht zodat alle voedingswaarde erin het bodemecosysteem bereikt . Het dient te worden belucht, zodat het melkzuur oxideert tot pyrodruivenzuur, waardoor het minder gevaarlijk wordt voor planten. Andere toepassingen zijn ofwel potentieel schadelijk (i.c. planten voeden met zuur water) of verkwistend (i.c. het riool vullen met voedingsstoffen voor planten).

## Toepassing in land- en tuinbouw in Nederland
Medio 2020 lopen er een aantal pilots waarin het gebruik van Bokashi experimenteel wordt toegepast. Waterschappen en natuurorganisaties werken samen met landbouwondernemers in Bokashi-projecten. Er zijn er veel lokale initiatieven bij veehouders, akkerbouwers, vollegrondstuinders en bollentelers geweest.